# Enfuvirtid
Enfuvirtide (INN) je protiretrovirusna učinkovina proti okužbi z virusom HIV iz skupine zaviralcev zlitja in bil je prvi predstavnik te nove skupine zdravil. Uporablja se pri okužbi z virusom HIV-1 v kombinaciji z drugimi protiretrovirusnimi zdravili. Na trgu je prisoten pod zaščitenim imenom Fuzeon (Roche).

## Strukturna formula
Ac-Tyr-Thr-Ser-Leu-Ile-His-Ser-Leu-Ile-Glu-Glu-Ser-Gln-Asn-Gln-Gln-Glu-Lys-Asn-Glu-Gln-Glu-Leu-Leu-Glu-Leu-Asp-Lys-Trp-Ala-Ser-Leu-Trp-Asn-Trp-Phe-NH2

## Zgodovina
Učinkovino so razvili na univerzi Duke, kjer so raziskovalci ustanovili farmacevtsko podjetje Trimeris. Podjetje je začelo z razvojem enfuvirtida leta 1996 in ga prvotno poimenovalo T-20. Leta 1999 je z namenom dokončanja razvoja novega zdravila Trimeris sklenil partnerstvo s podjetjem Hoffmann-La Roche. Ameriški Urad za prehrano in zdravila je za Fuzeon izdal dovoljenje za promet marca 2003 in tako je postal enfuvirtid prva učinkovina iz razreda zaviralcev zlitja, dosegljiva na tržišču. Zdravilo je pridobilo dovoljenje na osnovi dveh kliničnih študij (TORO 1 in TORO 2), v katerih so primerjali učinek zdravljenja z optimiziranim režimom protiretrovirusnega zdravljenja z dodatkom enfuvirtida in brez njega.

## Farmakologija

### Mehanizem delovanja
Enfuvirtid moti molekulski ustroj delovanja virusa HIV na njegovi zadnji stopnji zlitja z gostiteljevo celico, s čimer preprečuje okužbo celice. Enfuvirtid ima zgradbo peptida, ki posnema zgradbo komponent, sodelujočih v procesu zlitja virusa s celico in s tem prepreči vstop virusa vanjo. Zdravila, ki motijo zlitje virusa s tarčno celico, se imenujejo zaviralci vstopa oziroma zaviralci zlitja.
Virus HIV se veže na celične receptorje CD4 preko virusne beljakovine gp120, nato sledi konformacijska sprememba druge plaščne beljakovine, gp41, ki nadalje pomaga pri zlitju virusa s celično membrano. Enfuvirtid se veže na gp41 in tako prepreči v celični membrani nastanek vstopne pore za virusno kapsido.

### Mikrobiologija
Enfuvirtid je dokazano učinkovit le proti HIV-1. Proti HIV-2 so raziskave in vitro pokazale nizko učinkovitost.
Osamljeni virusi izkazujejo različno občutljivost na enfuvirtid in pojavlja se tudi pridobljena odpornost virusa proti zdravilu zaradi mutacije motiva 10 aminokislin v zgradbi gp41. Primarne, pred uvedbo zdravljenja prisotne odpornosti doslej še niso zasledili.

## Klinična uporaba

### Indikacije
Enfuvirtid je indiciran za zdravljenje okužbe s HIV-1, in sicer v kombinaciji z drugimi protiretrovirusnimi zdravili ter le pri bolnikih, kjer so se druge oblike zdravljenja izkazale za neučinkovite.

### Farmacevtska oblika
Zaradi svoje peptidne narave se infurvirtid injicira. Zdravilo je na trgu v obliki liofiliziranega praška, ki ga bolnik sam raztopi ter si ga podkožno vbrizga dvakrat dnevno.

### Neželeni učinki
Pogosti neželeni učinki (pojavijo se pri več kot 1 % zdravljenih bolnikov) so reakcije na mestu injiciranja (bolečina, otrditev kože, rdečina, nastanek vozličev in cist, srbež) – pojavijo se pri skorajda vseh bolnikih, zlasti v prvem tednu zdravljenja–, periferna nevropatija, nespečnost, depresija, kašelj, zasoplost (disneja), neješčnost, bolečine v sklepih, okužbe (vključno z bakterijsko pljučnico in eozinofilijo). Različne preobčutljivostne reakcije se pojavijo redkeje (pri 0,1 do 1 % bolnikov) in se kažejo z naslednjimi simptomi: izpuščaj, vročina, bruhanje, mrzlica, okorelost, znižan krvni tlak, povišane vrednosti jetrnih transaminaz; lahko pride tudi do resnejših reakcij, kot so dihalna stiska, glomerulonefritis in anafilaksija.